# Тимбу (џонгхаг)
Тимбу је један од двадесет џонгхага (округа) у Бутану. Налази се у западном делу Бутана. Административни центар и највећи град је Тимбу (главни град Бутана).
Доминантан језик у целом округу је Џонгка, али се у главном граду Бутана могу чути различити језици. Џонгхаг се налази на територији националног партка Џигме-Дорџи.

## Административна подела
Џонгхаг Тимбу се састоји из једног града и 11 гевога:
- Генье
- Дагала
- Каванг
- Лингжи
- Меванг
- Наро
- Соз
- Чанг